# .xyz
.xyz é um nome de domínio de nível superior. Foi proposto no programa Novo domínio genérico de primeiro nível (gTLD) da ICANN e tornou-se disponível ao público em geral em 2 de junho de 2014. O nome de domínio surgiu porque as três letras são as últimas no alfabeto latino, e para se referir a pessoas das Gerações X, Y e Z. XYZ.com e CentralNic são os registros do domínio.

## Adoção
Em novembro de 2015, .xyz atingiu 1,5 milhão de registros de nomes de domínio, possivelmente impulsionados em parte pela decisão do Google de usar abc.xyz para seu site corporativo (Alphabet Inc.), uma das primeiras grandes corporações a usar o domínio. No entanto, o registro de nomes de domínio VeriSign e outros alegaram que o registrador de nomes de domínio Network Solutions doou possivelmente centenas de milhares desses nomes, colocando-os em contas de clientes em uma base de exclusão.
Em janeiro de 2016, .xyz era o sexto nome de domínio mais registrado na Internet. Em junho de 2016, .xyz era o quarto nome de domínio de primeiro nível global (gTLD) mais registrado na Internet, depois de .com, .net e .org.

## Classe 1.111B
Em 1º de junho de 2017, .XYZ lançou os domínios .xyz da classe 1.111B, que são domínios baratos com preço de US$ 0,99 por ano e renovados pelo mesmo preço. São combinações numéricas de 6 dígitos, 7 dígitos, 8 dígitos e 9 dígitos entre 000000.xyz – 999999999.xyz. Daniel Negari, CEO da .XYZ, disse que é para trazer competição, escolha e inovação para o mercado.